# 平工業団地
平工業団地（たいらこうぎょうだんち）は京都府舞鶴市にある工業団地。
元々は旧日本海軍が所有していた土地で、太平洋戦争終戦後には舞鶴引揚援護局が置かれ、主にシベリア抑留からの帰還者の受け入れに当たった。その後この土地が舞鶴市に払い下げられたことにより、1987年（昭和62年）に造成された工業団地である。
敷地の南端には引揚者が上陸した平桟橋が復元されている。

## 進出企業
- 日本板硝子舞鶴事業所（硝子）
- 林ベニア産業舞鶴工場（木材加工）
- 丸玉産業舞鶴工場（木材加工）
- エナミ精機舞鶴工場（精密機器製造）
- 伊藤商店舞鶴工場（金属）
- カンネツ舞鶴工場（冷却機器製造）

## 過去に立地していた企業
- 高木製材製函舞鶴工場（木材加工、1991年10月末、親会社の倒産により工場閉鎖）
- 日本特殊産業舞鶴事業所（日本板硝子の子会社。硝子加工、2010年11月末、会社清算により工場閉鎖）

## アクセス
- JR舞鶴線・東舞鶴駅より約6km
- 国道27号より約5km
- 舞鶴若狭自動車道舞鶴東インターチェンジより約10km